# Bretagne vivante
Bretagne vivante, appelée aussi Société pour l'étude et la protection de la nature en Bretagne (SEPNB), est une association fondée en 1958 à une époque où l'écologie ne concernait encore que quelques initiés. Elle est reconnue d'utilité publique en 1968.

## Historique
Cette association a pour origine l'initiative de deux professeurs, Michel-Hervé Julien (professeur de musique puis ornithologue, collaborateur du Muséum national d'histoire naturelle) et Albert Lucas (professeur de sciences naturelles), qui multiplient les sorties naturalistes dans la région de Quimper et dans les grands milieux naturels de la région (baie d'Audierne, Cap Sizun...). Les deux amis y emmènent en excursion des classes d'élèves lycéens étudier le milieu naturel et les chants d'oiseaux, avec l'assentiment de Marcel Gautier, leur inspecteur d'académie, géographe de formation et fondateur en 1952 du Cercle des géographes du Finistère. Julien et Lucas le convainquent d'élargir le champ d'intérêt aux préoccupations naturalistes, fondant en octobre 1953 une association, les Cercles géographique et naturaliste du Finistère. Cette dynamique locale est étendue en avril 1958 lors de l'assemblée générale des Cercles réunie à Crozon, où est adopté le principe de créer, en parallèle aux deux cercles, la Société pour l'Étude et la Protection de la Nature en Bretagne, avec Marcel Gautier comme président et Michel-Hervé Julien comme secrétaire général. La SEPNB est déclarée officiellement le 7 janvier 1959.
L'association franchit le cap des 3 000 adhérents en 1968 et s'appelle Bretagne Vivante-SEPNB depuis 1998. Le nombre de salariés, qui atteint en 2000 un pic de personnes engagées pour les cliniques de nettoyage d'oiseaux mises en place à la suite du naufrage de l'Erika, est d'une quarantaine de chargés d’études faune et flore et d'animateurs nature, répartis dans trois pôles régionaux (connaissance et conservation, éducation et formation, vie associative). Faisant partie intégrante des réseaux scientifiques et institutionnels bretons, l'association gère un réseau de plus de 100 sites protégés dont cinq réserves naturelles d'État. Elle publie trois revues : Bretagne vivante (semestrielle), Penn ar Bed (revue trimestrielle dont le premier numéro paraît le 30 novembre 1953), L'Hermine vagabonde (trimestrielle).
Jouant un rôle précurseur en créant des réserves ornithologiques sur le littoral, son champ d'action s'est rapidement élargi à tous les problèmes de défense de l'environnement se posant dans l'ensemble de la Bretagne historique (quatre départements de la Région Bretagne et Loire-Atlantique), au sein de 19 antennes locales en 2018.
Bretagne vivante est membre de France nature environnement.

## Actions

### L'amélioration de la connaissance du patrimoine naturel
Bretagne vivante a participé à plusieurs programmes européens LIFE pour la conservation :
- du phragmite aquatique[5]
- de la sterne de Dougall[6]
- de la moule perlière d'eau douce du Massif armoricain en Bretagne et Basse-Normandie[7].

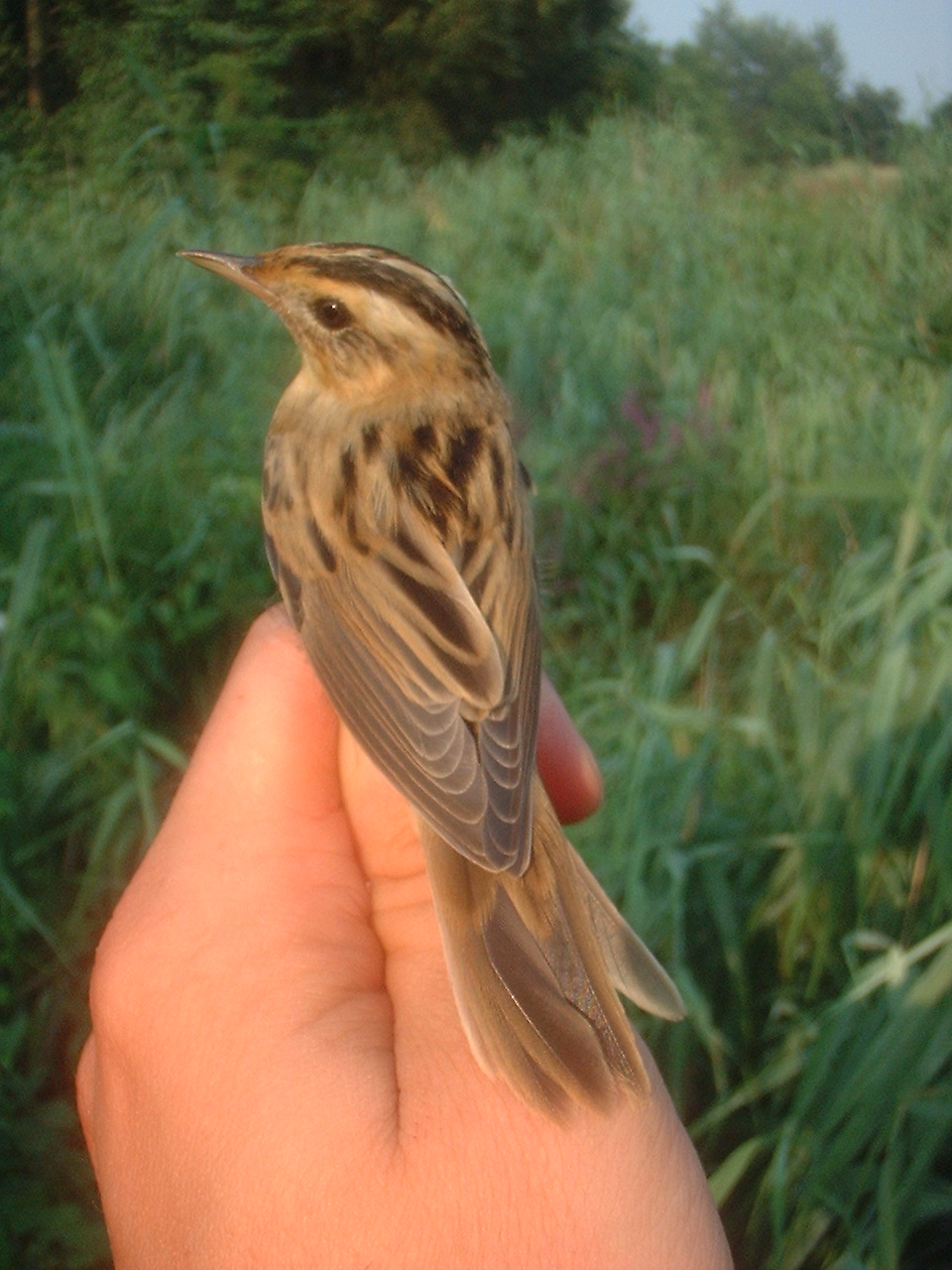
Phragmite aquatique
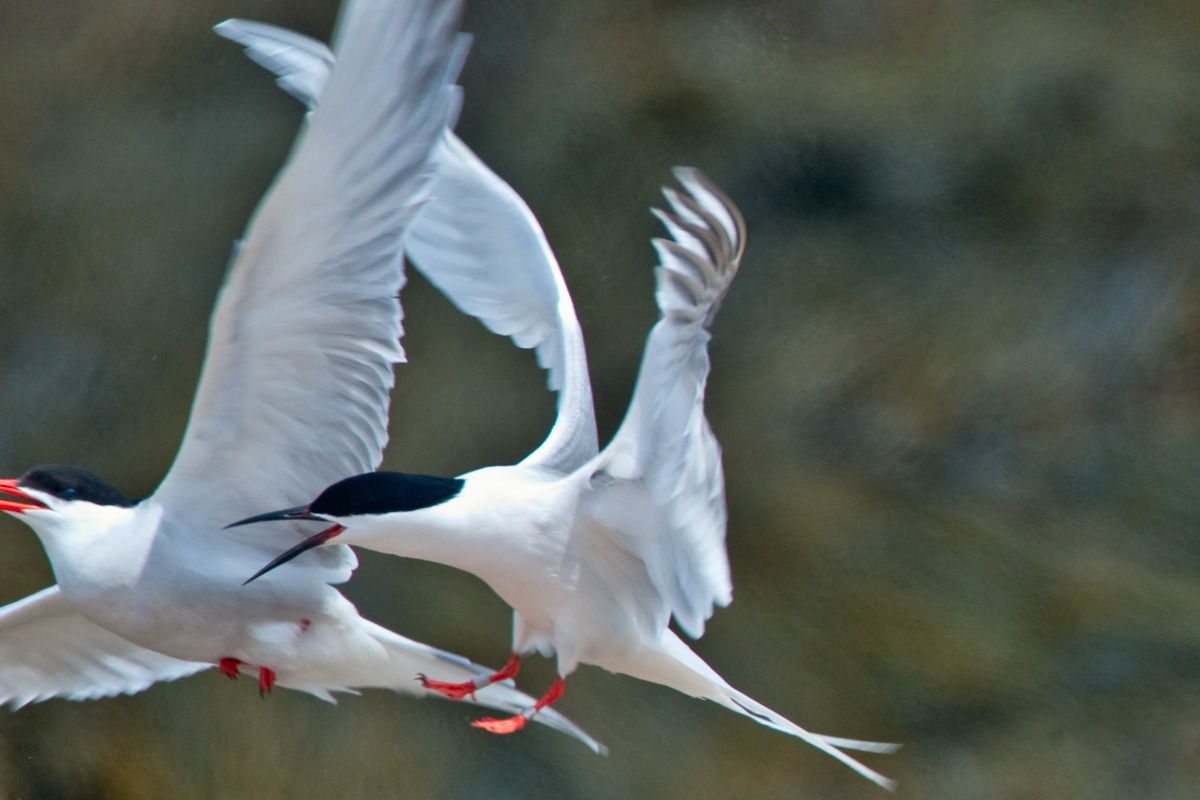
Sterne de Dougall
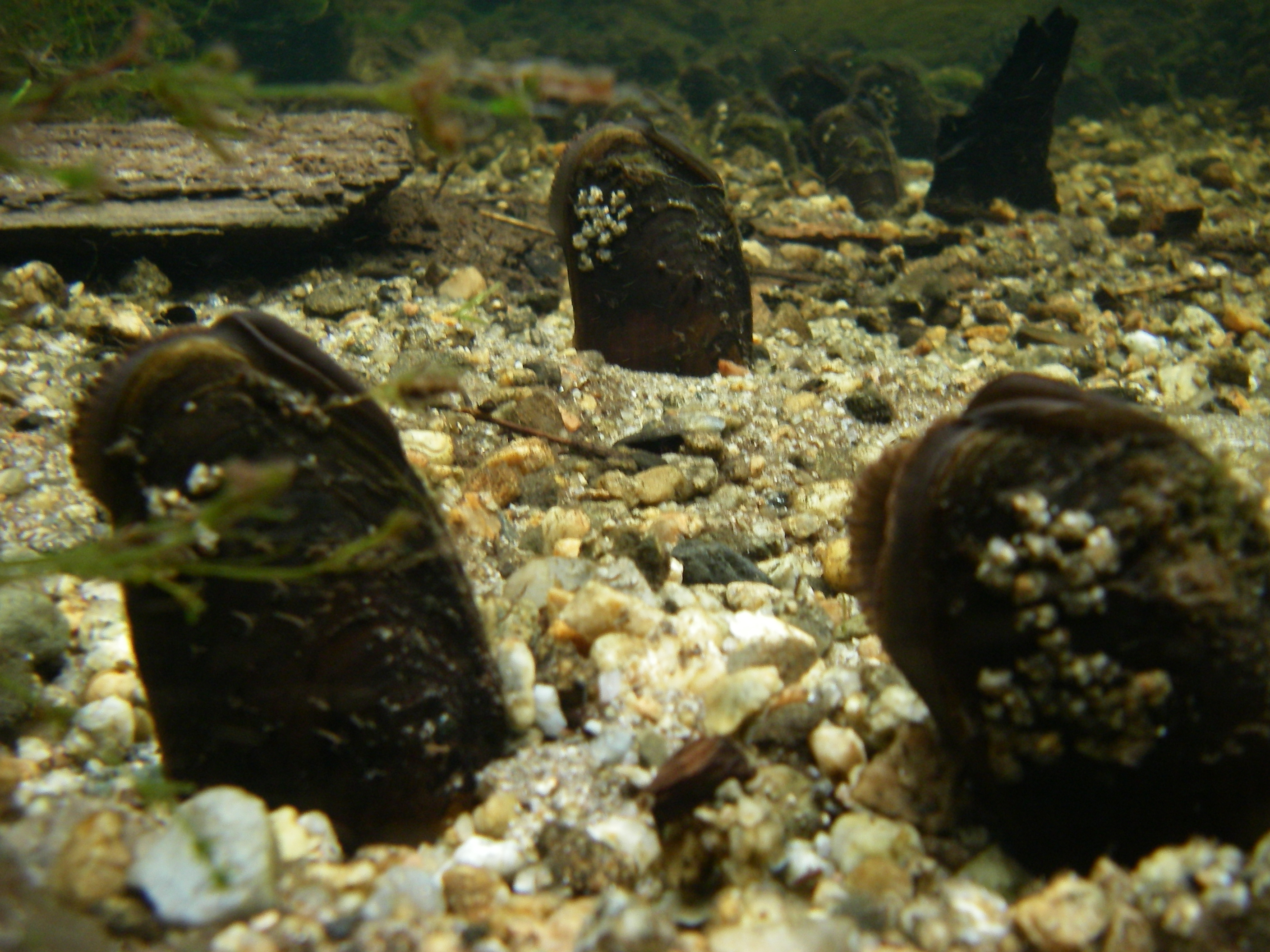
Moule perlière d'eau douce

Bretagne vivante coordonne la réalisation d’atlas de répartition d’espèces sur la Bretagne : 
- Batraciens  et reptiles (2008-2011)[8]
- Un Atlas des papillons de jour a été réalisé conjointement avec l’association du Groupe d’études des invertébrés armoricains (GRETIA) et a été publié en juillet 2017[9]
- Un atlas des longicornes[10] du massif armoricain  a été réalisé conjointement avec l’association du Groupe d’études des invertébrés armoricains (GRETIA) et a été publié en octobre 2011.

Il est encore attendu la publication de l'atlas des odonates de Bretagne, ainsi que celui des orthoptères.
Pour faciliter le recueil des données par les naturalistes bénévoles, Bretagne Vivante, le GRETIA, le Groupe mammalogique breton ont mis en place un portail en ligne.

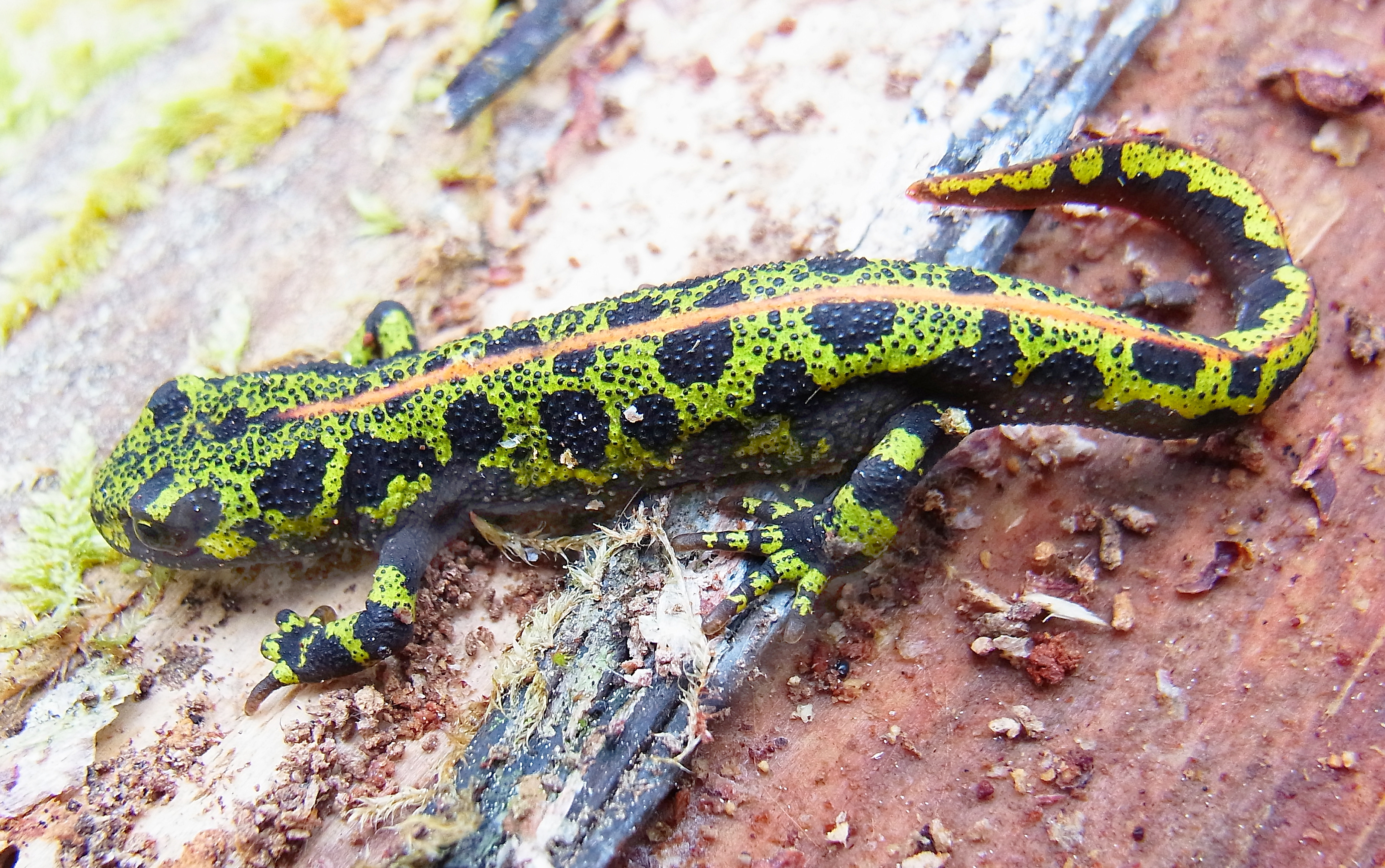
Triton marbré
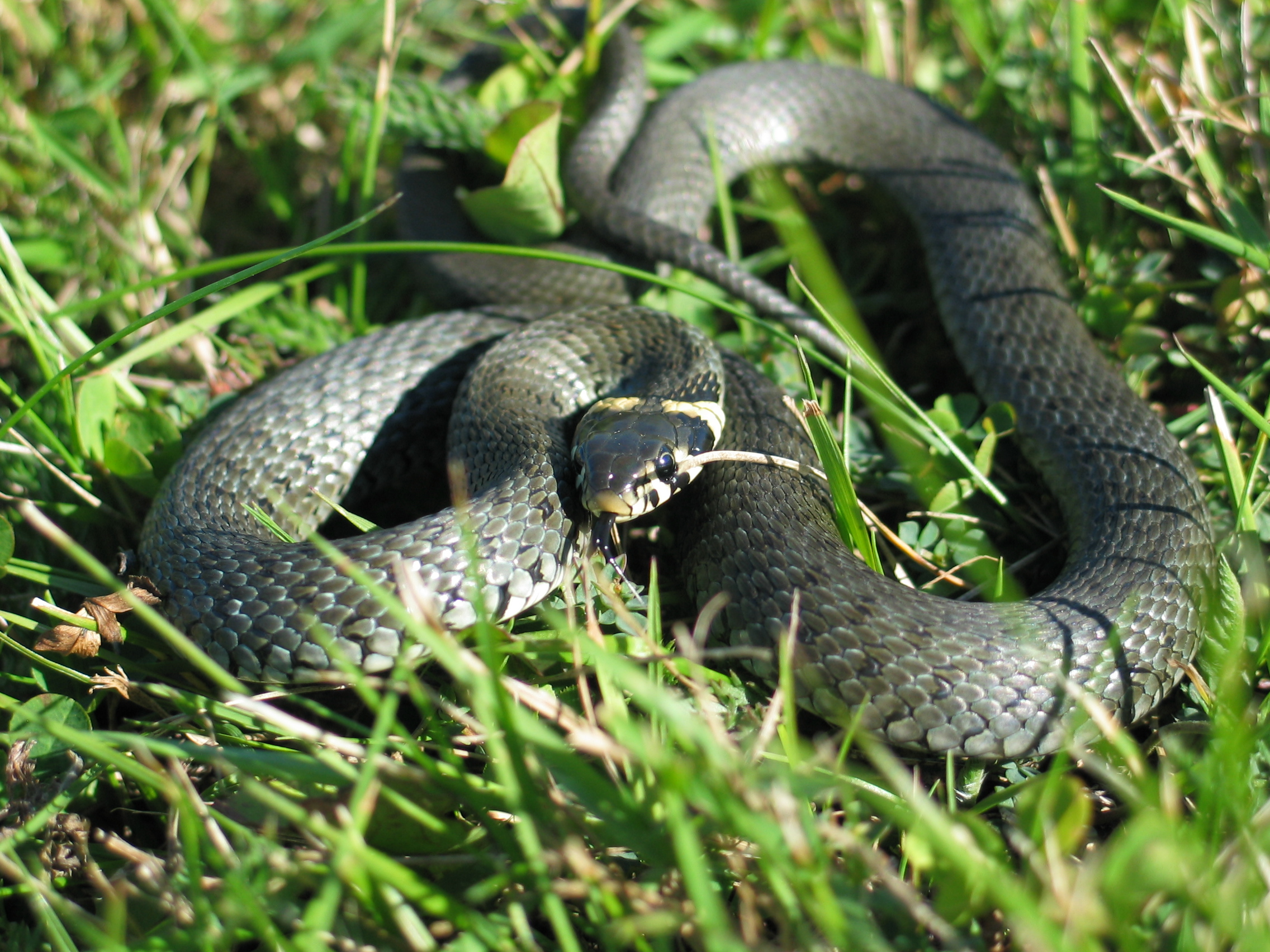
Couleuvre à collier
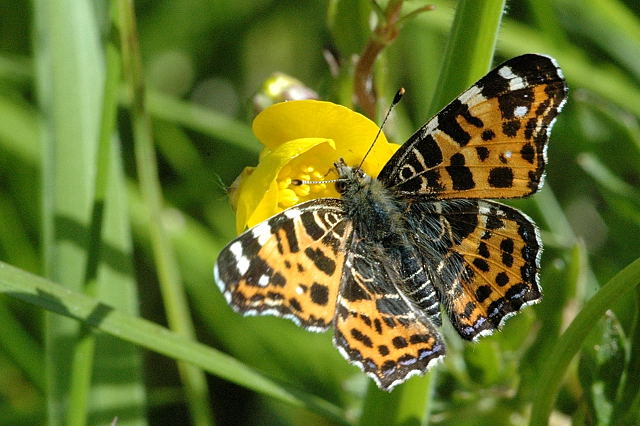
Carte géographique
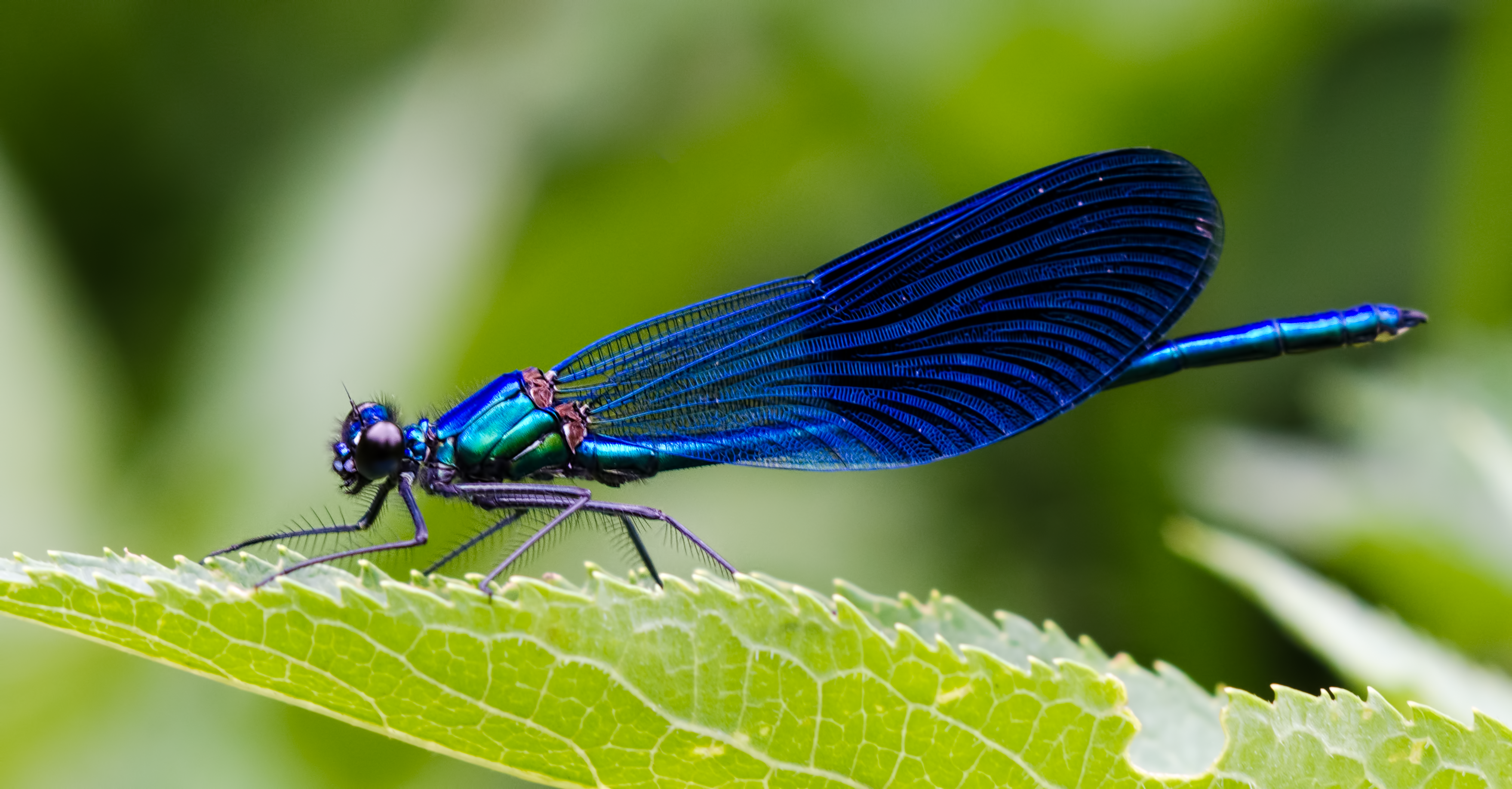
Calopteryx vierge
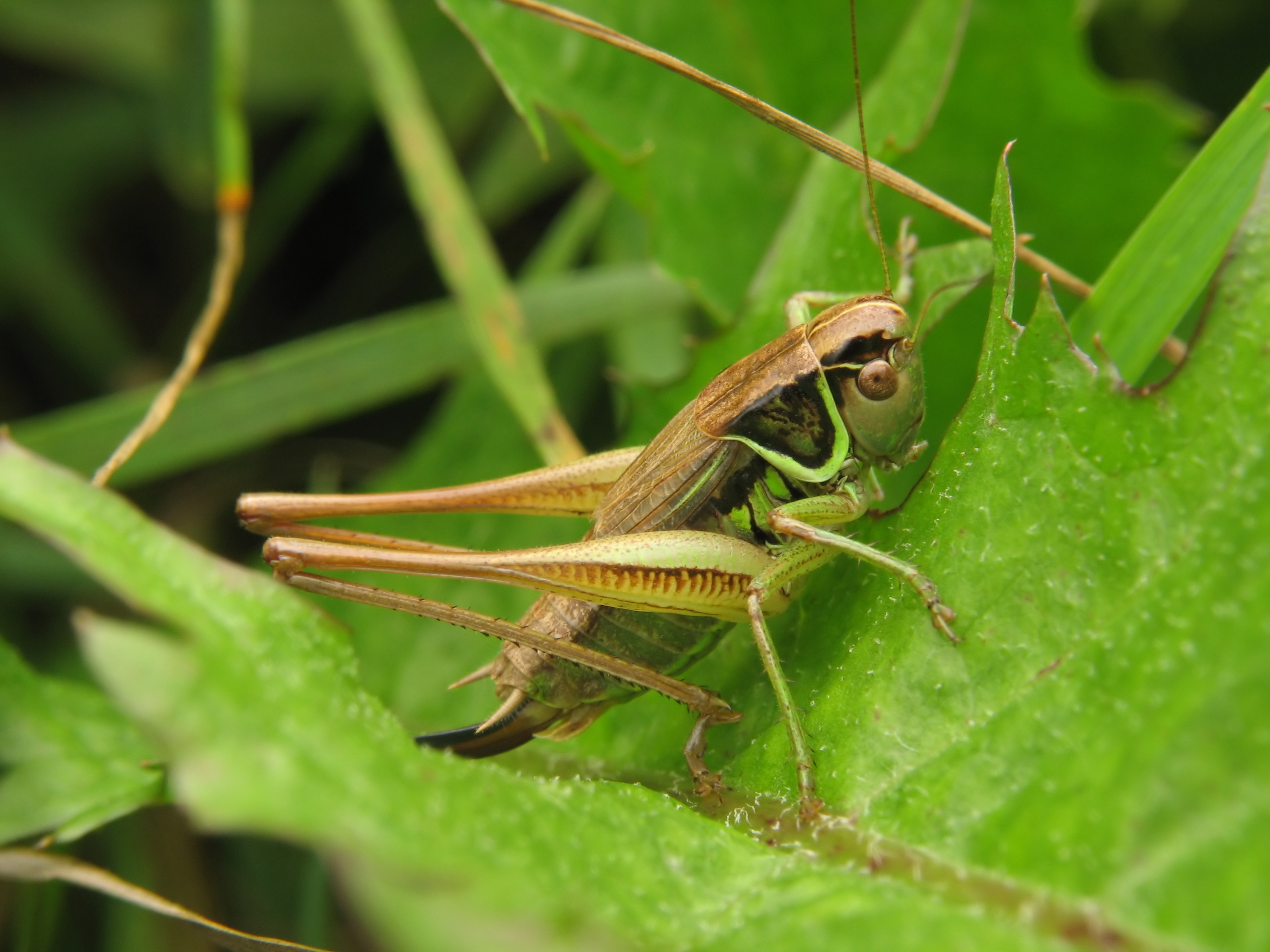
Decticelle bariolée
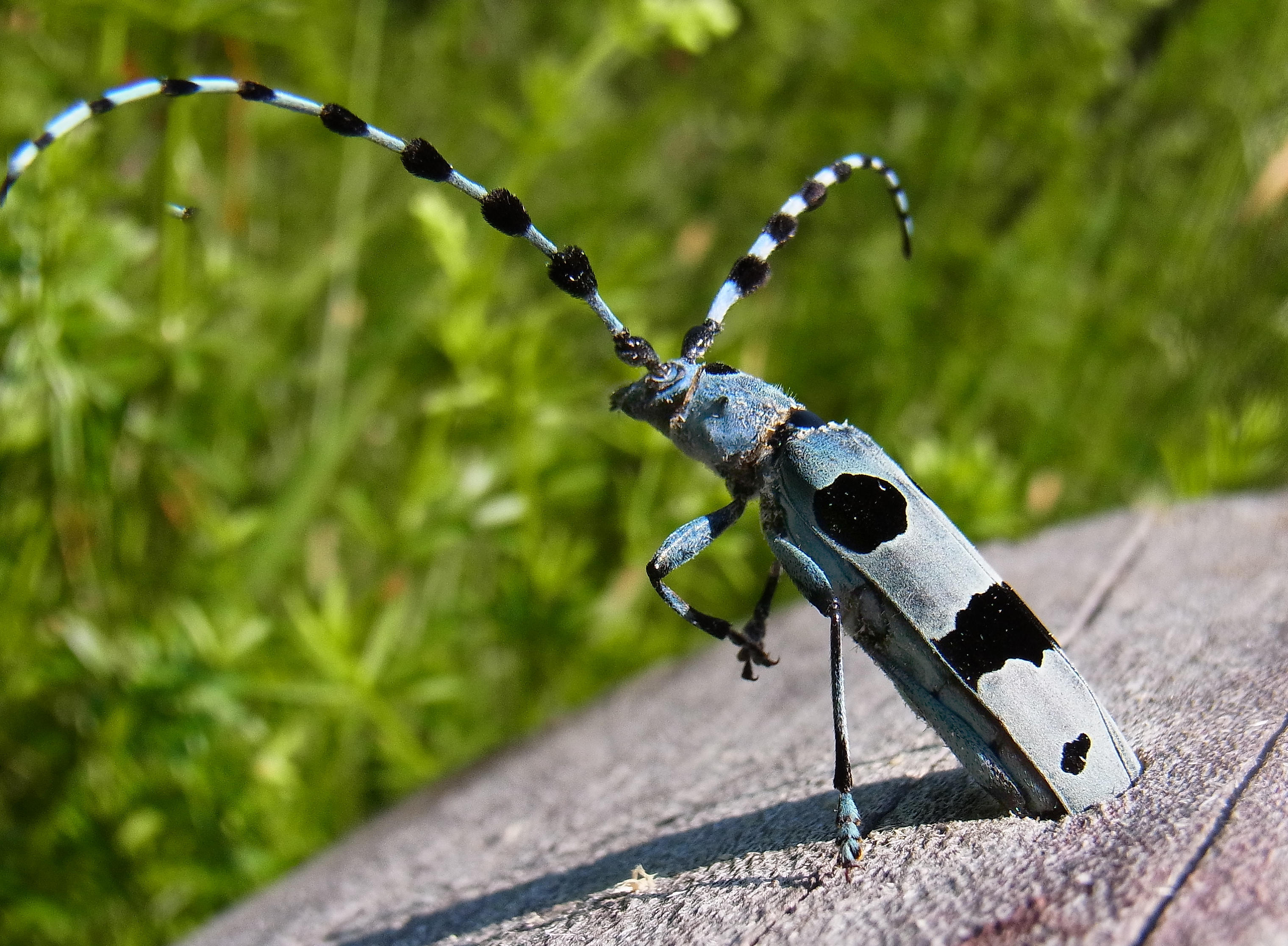
Rosalie des Alpes

### La protection et la gestion du patrimoine naturel
Bretagne vivante est propriétaire et gestionnaire de plusieurs réserves naturelles en Bretagne : 
- Quatre réserves naturelles nationales
  - La réserve naturelle nationale de Saint-Nicolas des Glénan, qui abrite une plante endémique
  - La réserve naturelle nationale François Le Bail dans l'île de Groix, qui protège des formations géologiques rares comme le glaucophane
  - La réserve naturelle nationale du Venec
  - La réserve naturelle nationale des marais de Séné
- D'autres réserves d'intérêt local :
  - La réserve du Cap Sizun
  - Le marais de Pen an Toul

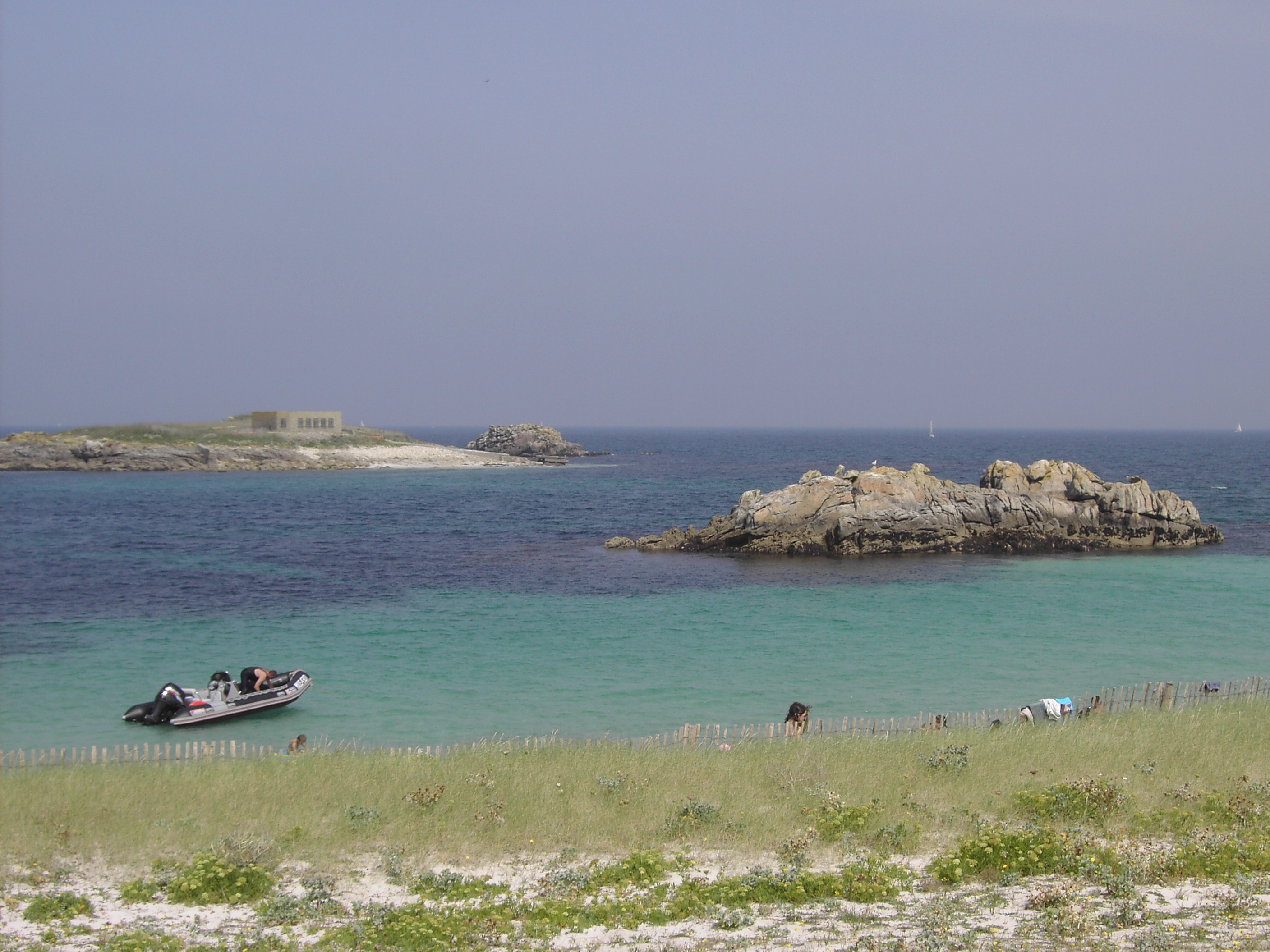
Archipel des Glénan.
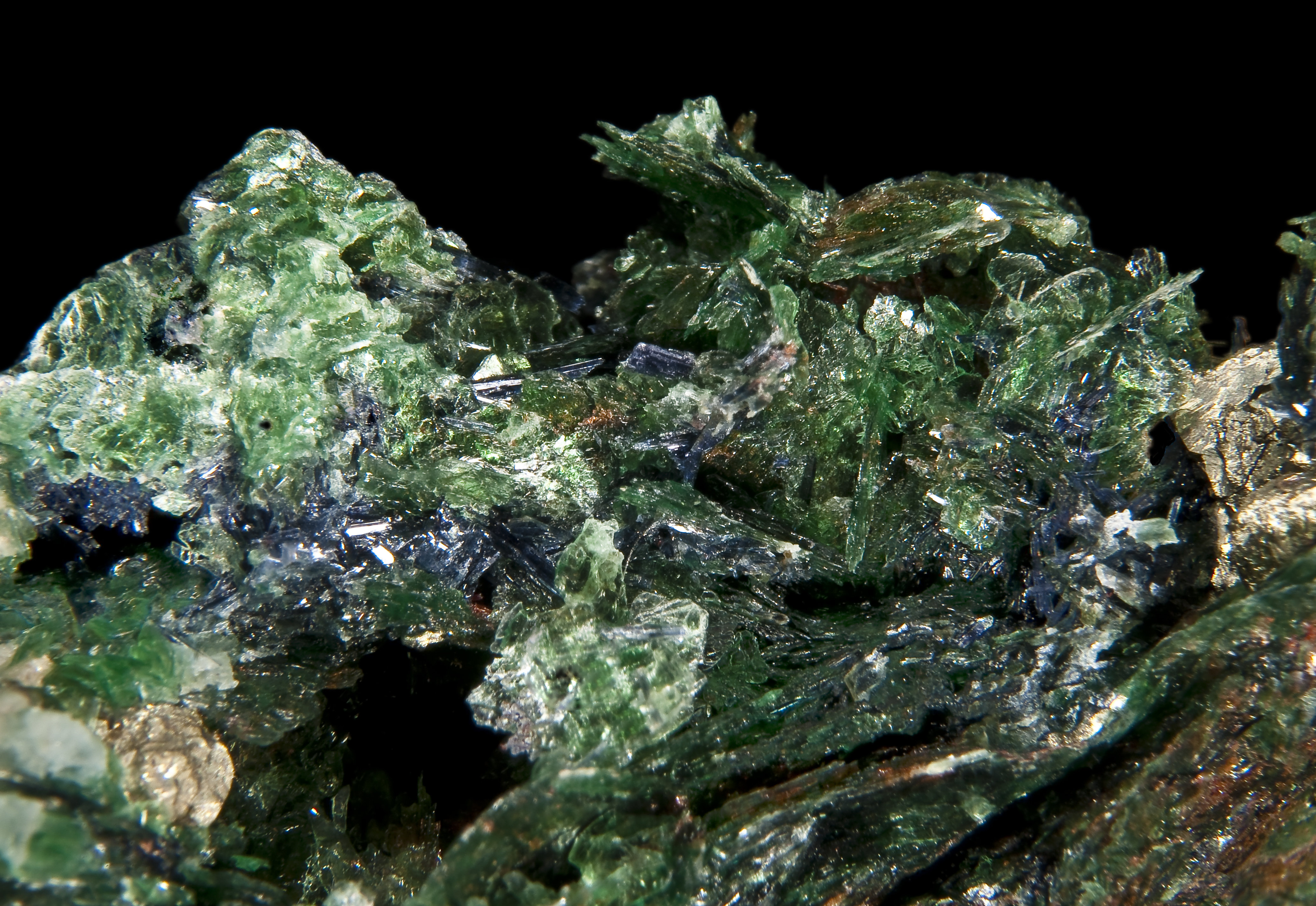
Minéraux de Groix.
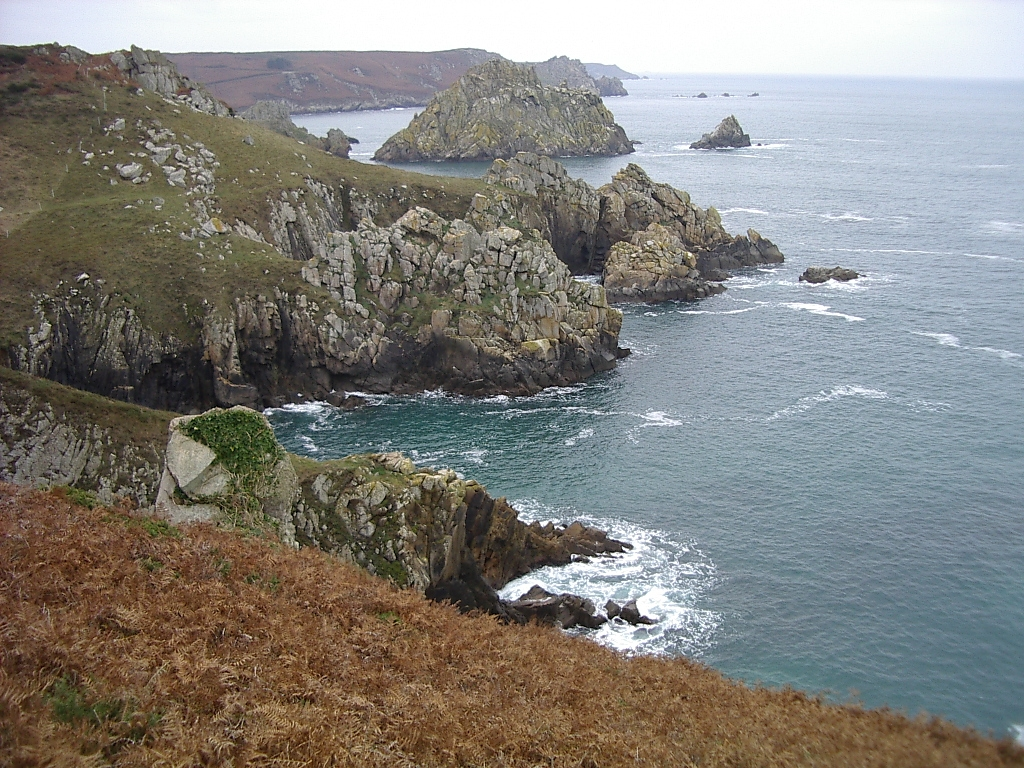
Cap Sizun.

### La valorisation du patrimoine naturel
Bretagne vivante a organisé des rassemblements de naturalistes afin d'améliorer la connaissance et faire partager avec le grand public la découverte du patrimoine naturel :
- Défi pour la biodiversité de Vannes en juin 2009[13] : 
  - 160 naturalistes
  - 2100 espèces inventoriées, la découverte d'une nouvelle espèce Hainardia Cylindrica et d'un site de maërl
- Défi pour la biodiversité de Brest en juin 2010[14] : 
  - 1400 espèces inventoriées, la découverte du Bromus arvensis (Brome des champs)
- Défi pour la biodiversité de Nantes en juin 2013[15]

### L'action juridique
Bretagne Vivante intervient sur le champ juridique pour faire appliquer le droit de protection des milieux et des espèces :
- Arrêt du projet de centre de formation du Stade brestois du fait de la présence de l'escargot de Quimper sur le site[16].
- Suspension (pour au moins un an) du projet d’extension du Grand port maritime de Nantes-Saint-Nazaire, sur le site du Carnet[17]
- Arrêt du projet de lotissement à Larmor-Baden, situé en zone humide[18]

À la suite de la saisine des tribunaux sur le plan d'élimination des déchets, le département du Morbihan décide d'arrêter les subventions à l'association (en décembre 2016).